# Maggy Domschke
Gabriele „Maggy“ Domschke (* 4. April 1958 in Dresden; † 27. September 2014) war eine deutsche Schauspielerin.

## Leben
Maggy Domschke wurde von 1976 bis 1979 an der Staatlichen Schauspielschule in Rostock ausgebildet. Anschließend hatte sie mehrere Engagements bei verschiedenen Theatern, unter anderem in Magdeburg, Erfurt und am Berliner Ensemble. In der RTL-Comedy-Serie Wie war ich, Doris? verkörperte sie im Jahr 1999 die Rolle der damaligen CDU-Generalsekretärin Angela Merkel. Ihre weiteren Rollen waren zumeist Nebenfiguren oder Komparserie. In der Kinderserie Ein Engel für alle spielte sie als Hauptfigur die Rolle der Haushälterin Margarethe Werner.
Einem größeren Publikum wurde sie im Jahr 2008 durch einen Werbespot der WWK-Versicherungen bekannt, in dem sie eine Lehrerin darstellte, die von ihrer Klasse gemobbt wird.
Sie starb 2014 nach langer Krankheit im Alter von 56 Jahren.

## Filmografie (Auswahl)
- 2002: Blond: Eva Blond! – Der Mörder spricht das Urteil
- 2002: Großstadtrevier: Ultimo
- 2004–2008: Ein Engel für alle
- 2004: Heimat 3 – Chronik einer Zeitenwende
- 2004: SOKO Wismar: Endstation
- 2007: Blöde Mütze!
- 2007: Das Wunder von Berlin
- 2008: Notruf Hafenkante – Ausnahmezustand
- 2009: Doctor’s Diary: Huch – Wachse über mich hinaus!
- 2010: Das Haus Anubis
- 2010: Löwenzahn: Biogas – Gold aus Mist gemacht
- 2011: Tierisch verknallt
- 2012: Rosakinder
- 2014: Liebe mich!
- 2014: Neufeld, mitkommen!

## Theater
- 1985: Heinrich Mann: Die traurige Geschichte von Friedrich dem Großen (Frau von Ramen) – Regie: Ekkehard Kiesewetter (Städtische Bühnen Erfurt)
- 1986: Ariane Mnouchkine (nach Klaus Mann): Mephisto (Nicoletta von Niebuhr) – Regie: Klaus Stephan (Städtische Bühnen Erfurt)
- 1986: Tschingis Aitmatow / Kaltai Muhamedshanow: Der Aufstieg auf den Fudschijama (Gulshan) – Regie: Ekkehard Kiesewetter (Städtische Bühnen Erfurt)
- 1987: Christoph Hein: Lassalle fragt Herrn Herbert nach Sonja (Marie, Ladenmädchen) – Regie: Ekkehart Emig (Städtische Bühnen Erfurt)
- 1987: Wilhelm Schmidtbonn: Der Graf von Gleichen (Die Gräfin) – Regie: Klaus Stephan (Städtische Bühnen Erfurt)
- 1988: William Shakespeare: König Lear (Goneril, Tochter Lears) – Regie: Klaus Stephan (Städtische Bühnen Erfurt)
- 1988: Boris Aprilow: Timmi (Dombi) – Regie: Matthias Brenner (Städtische Bühnen Erfurt)
- 1988: Jean Baptiste Molière: Der Menschenfeind (Celimene) – Regie: Klaus Stephan (Städtische Bühnen Erfurt)
- 1989: Johann Wolfgang von Goethe: Urfaust (Marthe) – Regie: Matthias Brenner (Städtische Bühnen Erfurt)
- 1989: Christoph Hein: Die Ritter der Tafelrunde (Ginevra) – Regie: Klaus Stephan (Städtische Bühnen Erfurt)
- 1990: Nikolai Erdmann: Der Selbstmörder (Maria Lukjanowa) – Regie: Matthias Brenner (Städtische Bühnen Erfurt)
- 1990: Klaus Stephan (nach Franz Pocci): Doktor Sassafras (Tamaratam) – Regie: Klaus Stephan (Städtische Bühnen Erfurt)
- 1990: Václav Havel: Sanierung (Luisa, Architektin) – Regie: Matthias Brenner (Städtische Bühnen Erfurt)
- 1991: Curt Goetz: Ingeborg (Tante Ottilie) – Regie: Karlheinz Welzel (Städtische Bühnen Erfurt)
- 1991: Bertolt Brecht / Kurt Weill: Dreigroschenoper (Celia Peachum) – Regie: Klaus Stephan (Städtische Bühnen Erfurt)
- 1991: Edward Albee: Alles im Garten (Beryl) – Regie: Karlheinz Welzel (Städtische Bühnen Erfurt)
- 1991: Heinrich von Kleist: Der zerbrochene Krug (Frau Marthe Rull) – Ekkehard Kiesewetter (Städtische Bühnen Erfurt)
- 1991: Gerdt von Bassewitz: Peterchens Mondfahrt (Mutter / Wolkenfrau) – Regie: Marcus Everding (Städtische Bühnen Erfurt)
- 1992: Klaus Stephan: Klappe zu, Affe tot (Margarete) – Regie: Klaus Stephan (Theater Erfurt)
- 1992: William Shakespeare: Was ihr wollt (Maria, Kammerfrau) – Regie: Dietrich Taube (Theater Erfurt)
- 1992: Woody Allen: A Midsummer Night’s Sex Comedy (Adrien) – Regie: Klaus Stephan (Theater Erfurt)
- 1992: Carl Zuckmayer: Der Hauptmann von Köpenick (Plörösenmieze) – Regie: Ekkehard Kiesewetter (Theater Erfurt)
- 1992: Max Frisch: Andorra (Die Mutter) – Regie: Horst Mentzel (Theater Erfurt)
- 1993: Bertolt Brecht: Der gute Mensch von Sezuan (Shen Te / Shui Ta) – Regie: Klaus Stephan (Theater Erfurt)
- 1993: Christine Brückner: Wenn du geredet hättest, Desdemona (Katharina Luther / Christiane von Goethe) – Regie: Ekkehard Kiesewetter (Theater Erfurt)
- 1994: Jean Baptiste Molière: Der Geizige (Frosine) – Regie: Klaus Stephan (Theater Erfurt)
- 1994: Marlene Streeruwitz: Waikiki-Beach (Helene Hofrichter) – Regie: Klaus Stephan (Theater Erfurt)
- 1994: Coline Serreau: Hase Hase (Marie) – Regie: Marion Poppenborg (Theater Erfurt)
- 1996: Georg Büchner: Leonce und Lena – Regie: Friedo Solter (Theater Erfurt)
- 1997: Friedrich Schiller: Kabale und Liebe – Regie: Pierre Walter Politz (Theater Erfurt)
- 1999: Frances Goodrich / Albert Hackett: Das Tagebuch der Anne Frank – Regie: Guy Reinesch (Theater Erfurt)
- 2000: Johann Wolfgang von Goethe: Faust I – Regie: Peter Rein (Theater Erfurt)
- 2005: Wie wär’s denn, Mrs. Markham? (Theater am Kurfürstendamm)
- 2010: Oldie Horror Picture Show (Event Theater Brandenburg)
- 2011: Bertolt Brecht: Furcht und Elend des Dritten Reiches (Berliner Ensemble)
- 2013: Shakespeare dringend gesucht (Berliner Ensemble)
- 2013: Harald und Maude (Volkstheater Rostock)

## Veröffentlichungen
- Wegen Emil seine unanständ’ge Lust. Claire-Waldoff-Lieder CD (2004)